# Drive My Car (film)

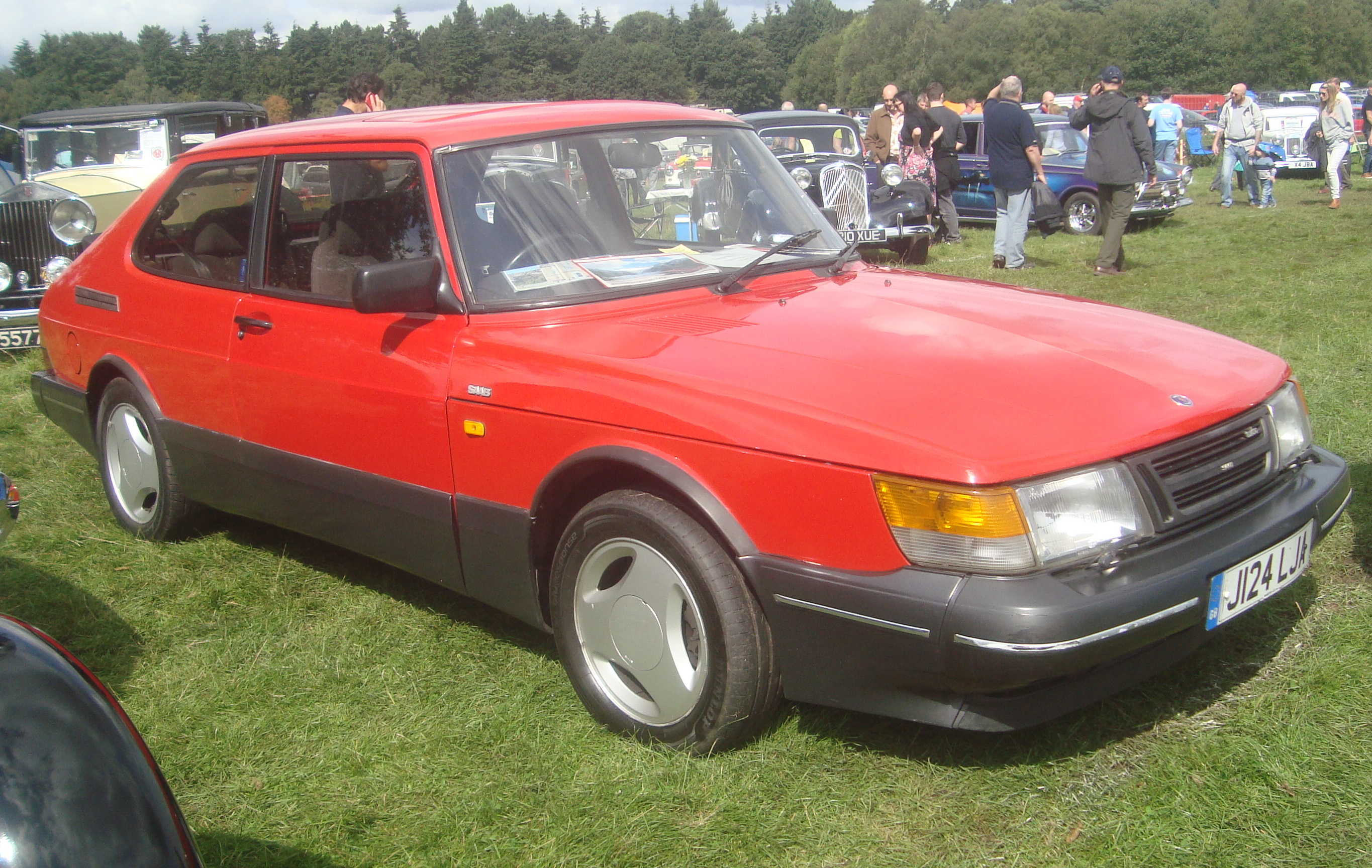
Bilen i filmen är en Saab 900 Turbo Aero.

Drive My Car (japanska: ドライブ・マイ・カー?, Doraibu Mai Kā), är en japansk dramafilm från 2021 i regi av Ryusuke Hamaguchi.
Filmen är baserad på Haruki Murakamis novell med samma namn, ur novellsamlingen Män utan kvinnor.

## Handling
Skådespelaren och teaterregissören Yusuke förlorar sin hustru Oto i en hjärnblödning. Två år senare tar han ett regissörsjobb i Hiroshima och blir tilldelad en chaufför vid namn Misaki. Genom samtalen med Misaki upptäcker Yusuke saker som han förträngt genom åren.

## Utmärkelser
Drive My Car vann bland annat Golden Globe Award för bästa utländska film, Oscar för bästa internationella långfilm och BAFTA Award för bästa film (icke-engelskspråkig).

## Rollista i urval
- Hidetoshi Nishijima - Yusuke Kafuku
- Tôko Miura - Misaki Watari
- Masaki Okada - Koshi Takasuki
- Reika Kirishima - Oto Kafuku
- Park Yu-rim - Lee Yoo-na